# Flöjtskepp

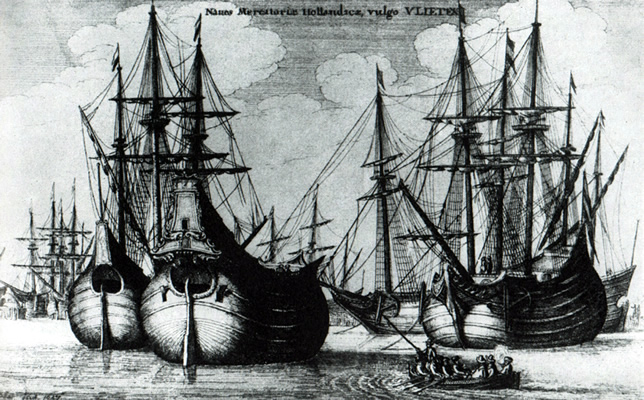
1600-talsflöjter.

Ett flöjtskepp eller en flöjt (Ned: Fluit) är ett flatbottnat, tungt och fylligt handelsfartyg av en typ som på 1600-talet var vanlig framförallt i Nederländerna. Termen flöjt användes förr även som benämning på krigsfartyg som tillfälligt användes som handelsfartyg och därför förde mindre bestyckning.

## Kännetecken
Flöjten har sitt ursprung i norra Nederländerna i slutet av 1500-talet. Som ett experiment förlängde man ett befintligt skepp 1588 från längd-bredd förhållande 4:1 till 6:1. Pieter Jansz Vael, känd som köpmannen Pieter Jansz Liorne, designade 1595 ett ännu smalare obeväpnat skepp. Kännetecknande var ett runt rundgattat skrov med dekorerad akter och upptill insvängda sidor, som gav fartyget dess päronform och dess smala däck. Valet av denna form var rent ekonomiskt: tullar som togs ut vid sundet mellan Danmark och Sverige var beräknad på bredden på skeppets övre däck. Detta sätt att beräkna tull användes fram till 1669. Fartyg som byggdes senare fick ett bredare däck. 
Flöjten var särskilt lämpad för kommersiell sjöfart i Europa eftersom de var grundgående och att det krävdes färre besättningsmedlemmar för att segla skeppet (ca 7 man mot ca 30 man för andra typer av skepp med liknande mått). Flöjten var också snabbare, mer stabil och kunde ta mer last än många andra fartyg. Nyttolasten ökade under det senaste århundradet från 100 last till 180 last, från 9–10 last per besättningsman till 13–14 last per besättningsman (last betyder ungefär laddning, och var ett volymmått på mellan 1000 och 1900 kg beroende på fart; fiskeriet räknade en last som cirka 1000 kg, på trävarufart runtvar en last 1300–1500 kg, upp till 1900kg). 
Fartyget var därför en av de viktigaste typerna för den holländska internationella sjöfarten. Under de gyllene åren (Nederländska Ostindiska Kompaniet och Nederländska Västindiska Kompaniet) var åttio procent av fartygen av typen flöjt. På de holländska och zeeländska varven byggdes fyra till femhundra skepp per år. Det var bland annat möjligt genom tekniska innovationer och modernisering av sågverkskvarnarna. Genom mekanisering av sågarna kunde flöjtfartygen produceras snabbt och billigt. 
Flöjterna var vanliga i handeln på Östersjön och ett antal vrak efter flöjtskepp har påträffats.
Riggen liknade den på andra samtida tremastare: en fockmast och en stormast med vardera två eller tre råsegel och en mesanmast med ett latinsegel och ibland ett korssegel. Ett eller två blindsegel fördes på bogsprötet. 
Flöjten fann också sin uppföljare i Tyskland (Fleute), England (fly-boat) och Sverige (flöjt).

## Flöjtskepp i litteraturen
Romanen Gårdagens ö av Umberto Eco utspelar sig delvis på en flöjt.